# 扶輪社員列表
國際扶輪是一個總部位於美國伊利诺伊州埃文斯顿的國際服務組織，由全世界各地合計超過35,000個扶輪社所組成；各扶輪社的成員被稱為扶輪社友（Rotarians）。這個列表上的名單，是列出過去和現在知名的扶輪社友。列出有中文條目者，依英文姓名排序。

## A
- 尼尔·阿姆斯特朗，美國太空人，第一位登陸月球人類。瓦帕克內塔扶輪社。
- 奥斯吉尔·奥斯吉尔松，曾任冰島總統和冰島總理。[1]
- 亞斯里王子，丹麥王子。[2]

## B
- 弗朗索瓦丝·巴尔-西诺西，法國病毒學家，曾獲頒诺贝尔生理学或医学奖。
- 爱德华·贝奈斯，捷克斯洛伐克外交部長、總理（1921年～1922年）和總統（1935年～1938年，1941年～1948年）。布拉格扶輪社。
- 弗里德里希·贝吉乌斯，德國化學家，诺贝尔化学奖得主。
- 貝恩哈德王子，荷蘭親王。[2]
- 威廉·詹宁斯·布莱恩，曾三次代表美國民主黨競選總統（1896、1900、1908），曾任美国国务卿。林肯扶輪社。
- 博杜安，比利時國王。布魯塞爾扶輪社。
- 乔治·沃克·布什，美國總統。華盛頓特區扶輪社。
- 幣原坦，臺北帝國大學首任總長（校長）。台北扶輪社。
- 林伯壽，板橋林家成員，台灣著名企業家。曾任臺灣水泥公司董事長、臺灣電視公司董事長、中國國際商業銀行董事長等。台北扶輪社。
- 許丙，臺北州協議會議員、臺灣總督府評議員、日本貴族院議員。台北扶輪社。
- 林柏榕，臺灣政治人物，曾任三屆臺中市市長。台中扶輪社。

## C
- 阿瑟·康普顿，美國物理學家，諾貝爾物理學獎得主。[2]
- 温斯顿·丘吉尔，英國首相，曾獲得諾貝爾文學獎。倫敦扶輪社。[2]
- 玛格丽特·撒切尔，英國首相，柴契爾夫人。西敏市扶輪社。
- 吉米·卡特，美國總統，曾獲得諾貝爾文學獎。阿梅里克斯扶輪社。
- 辜振甫，臺灣知名企業家，曾任海峽交流基金會董事長、總統府資政等要職，亦為和信集團領導人。
- 嚴慶齡，臺灣知名企業家，臺灣汽車商裕隆汽車之創辦人。
- 姚嘉文，臺灣政治人物，曾任考試院院長、民主進步黨第二任黨主席、總統府資政。
- 張子源，臺灣政治人物，曾任臺中市市長、中國石油股份有限公司（今台灣中油）董事長等職。台中扶輪社。
- 林佳龍，臺灣政治人物，曾任臺中市市長、行政院新聞局局長、國安會諮詢委員、臺灣智庫董事長。台中大屯扶輪社。

## D
- 華特·迪士尼，华特迪士尼公司創辦人之一，至今為止仍是世界上獲得奧斯卡獎最多的人。加州棕櫚泉扶輪社。[2]
- 達飛聲，又譯禮密臣、大衛孫。美國記者、外交官和商人。美國駐台領事。台北扶輪社。

## E
- 爱迪生，美國科學家、發明家、企業家。通用电气創辦人。奧蘭治扶輪社。[2]

## F
- 黛安·范士丹，美國知名政治人物，美国参议院參議員。舊金山扶輪社。[2][1]
- 杰拉尔德·福特，美国总统。大急流城扶輪社。[2][1]
- 苏莱曼·弗朗吉亚，黎巴嫩總統（1970年—1976年）。
- 服部禮次郎，日本實業家，精工名譽會長。東京銀座扶輪社。

## G
- 黃其光，曾任台灣新光保全董事長、新壽公寓大廈管理維護董事長。是首位擔任國際扶輪總社長的華人。台北扶輪社。

## H
- 沃伦·盖玛利尔·哈定，美國總統。華盛頓特區扶輪社。[1]
- 八田與一，臺灣嘉南大圳設計者及烏山頭水庫建造者聞名，有「嘉南大圳之父」之稱。台北扶輪社。
- 許信良，臺灣政治人物。曾任台灣省議會議員、桃園縣縣長、民主進步黨主席和總統府資政。
- 盧修一，臺灣政治人物。法國巴黎大學政治博士，曾任教於中國文化大學、國立清華大學、亦曾任立法委員。
- 謝長廷，臺灣政治人物、律師、外交官。民主進步黨的創黨十人小組之一，曾任行政院院長。台北大同扶輪社。
- 謝志忠，臺灣政治人物。曾任台中縣議員、台中市議員。豐原東區扶輪社。

## J
- 劉晉鈺，曾擔任台灣電力公司的總經理。台北扶輪社。
- 沈鎮南，曾擔任台灣糖業公司的總經理。台北扶輪社。
- 周汝川，台灣中山醫學大學及中山醫學大學附設醫院之創辦人及董事長。台中扶輪社。
- 徐中雄，台灣政治人物，第一位身心障礙（小兒麻痺）身分的國會議員。豐原東區扶輪社。
- 江啟臣，台灣政治人物，曾任行政院新聞局局長、立法委員。台中西北扶輪社。

## K
- 约翰·肯尼迪，美國總統。海恩尼斯扶輪社。[2]
- 拉里·金，比佛利山扶輪社。
- 李國鼎，曾任中華民國經濟部及財政部部長。
- 高玉樹，臺灣戒嚴時期曾以黨外身份兩度當選民選臺北市（省轄市）市長。卸任後歷任交通部部長。
- 柯文哲，臺灣外科醫師、無黨籍政治人物，兩任臺北市市長。台北日新扶輪社。
- 郭俊銘，臺灣政治人物。曾任台灣省議會議員、立法委員、台灣自來水公司董事長。豐原富春扶輪社。
- 高基讚，臺灣政治人物。曾任台中縣議員、台中市議員。后里扶輪社。

## L
- 傑克·蓋伊·拉豐唐，海地總理。
- 弗朗茲·雷哈爾，匈牙利血統的奧地利作曲家。維也納扶輪社。
- 理查德·盧加爾，美國政治人物。在1977年至2013年期間，他是印第安納州的兩位參議院議員之一。
- 李明博，大韓民國總統。首爾三清扶輪社。
- 郝龍斌，台灣政治人物。曾任立法委員、環保署署長及臺北市市長。

## M
- 道格拉斯·麦克阿瑟，美國著名軍事將領、五星上將。威斯康辛州密爾瓦基扶輪社、澳大利亞墨爾本扶輪社、日本東京扶輪、菲律賓馬尼拉扶輪社。
- 托马斯·曼，德國作家，1929年獲得諾貝爾文學獎。慕尼黑扶輪社。[2][1]
- 古列尔莫·马可尼，義大利工程師，專門從事無線電設備的研製和改進；1909年諾貝爾物理學獎得主。波隆那扶輪社。[2]
- 松下幸之助，日本企業家，是松下電器的創辦者，在日本被稱為「經營之神」。大阪扶輪社。
- 葉明勳，曾任中央通訊社社長，曾任世新大學董事長。

## P
- 保羅·哈里斯，國際扶輪創立者。
- 曼尼·帕奎奥，菲律賓前職業拳擊運動員，現為菲律賓參議員，曾奪得8個不同級別的世界拳王金腰帶。[2]
- 愛丁堡公爵菲利普親王，英國女王伊莉莎白二世的王夫。愛丁堡扶輪社。

## R
- Carlos P. Romulo，前聯合國大會主席。諾貝爾和平獎得主。[2][1]
- 富兰克林·德拉诺·罗斯福，美國總統。紐約州奧爾巴尼扶輪社。[2]
- 童瑞龍，台灣台中童綜合醫院創辦人家族成員。國際扶輪3461地區第一任總監。台中港東區扶輪社。

## S
- 哈兰德·桑德斯，桑德斯上校、以肯德基爺爺的名字而聞名，是肯德基的創始人。先後參加傑佛遜維扶輪社、謝爾比維爾扶輪社、科爾賓扶輪社。[2]
- 讓·西貝流士，芬蘭作曲家，民族主義音樂和浪漫主義音樂晚期重要代表。赫爾辛基扶輪社。[2][1]
- 特里斯·史畢克，美國職棒大聯盟的球員，綽號「灰鷹」，美國百大棒球員。
- 阿德萊·史蒂文森，1952年和1956年兩次代表美國民主黨參選美國總統。後出任美國常駐聯合國代表。斯普林菲爾德扶輪社。[2][1]
- 艾伯特·史懷哲，諾貝爾和平獎得主。法國柯爾瑪扶輪社、德國帕紹扶輪社。
- 西澤義徵，曾任台灣高雄州知事、台北市擔任台北市尹一職。該官職約等於今台北市市長。
- 林熊光，板橋林家成員，大成保險會社社長。台北扶輪社。
- 陳水扁，第十任、十一任中華民國總統。台北北門扶輪社。
- 戴勝益，台灣企業家、王品集團創辦人之一。

## T
- 林挺生，台灣知名企業家，前大同公司董事長，前臺北市議會議長、總統府資政，被譽為臺灣的「工業之父」 。
- 杜聰明，台灣史上首位醫學博士（M.D.）。高雄醫學院（今高雄醫學大學）創辦人。
- 蘇貞昌，台灣政治人物。曾任行政院院長、總統府秘書長、民主進步黨主席、臺北縣長、屏東縣長等職。台北建成扶輪社。

## W
- 山姆·沃尔顿，全球零售業領導廠商沃爾瑪的創始人。[1][2]
- 厄尔·沃伦，美國著名政治家、法學家，擔任過美國加州州長，1953年至1969年期間擔任美國首席大法官。[1]
- 丹尼爾·韋伯斯特_(佛羅里達州政治家)，美國知名政治人物。
- 伍德罗·威尔逊，美國總統，曾獲得諾貝爾和平獎。
- 杰克·威廉森，美國著名科幻小說家。
- 莱特兄弟，飛機發明者。代頓扶輪社。[1][2]
- 蔣緯國，中華民國陸軍二級上將，曾任國家安全會議秘書長、聯勤總司令、三軍大學校長。

## Y
- 嚴家淦，第五任中華民國總統。台北扶輪社。[2]
- 刘彰顺，第十五任大韓民國國務總理。[2]
- 孫運璿，第十任中華民國行政院院長。
- 馬英九，第十二任、第十三任中華民國總統。台北扶輪社。